# 영일만항선
영일만항선(迎日灣港線)은 경상북도 포항시의 포항역에서 영일만항역까지를 잇는 총연장 11.2km인 한국철도공사의 철도 노선이다. 영일만항의 화물을 주로 수송하는 화물 노선이다.

## 연혁
- 2019년 10월 25일 : 사업용 철도노선 변경 고시를 통해서 노선명, 역명 확정[2]
- 2019년 12월 18일 : 개통[3]

## 역 목록
| 역명     | 로마자 역명    | 한자 역명 | 역간거리 (km) | 영업거리 (km) | 접속 노선 | 소재지   | 소재지 |
| -------- | -------------- | --------- | ------------- | ------------- | --------- | -------- | ------ |
| 포항     | Pohang         | 浦項      | 0.0           | 0.0           | 동해선    | 경상북도 | 포항시 |
| 영일만항 | Yeongilmanhang | 迎日灣港  | 11.2          | 11.2          |           | 경상북도 | 포항시 |